# Rhynchites viridiaeneus
Espèce
Rhynchites viridiaeneus est une espèce d'insectes coléoptères appartenant à la famille des Attelabidae (ou des Rhynchitidae selon les classifications).